# Regula Stämpfli
Regula Stämpfli (* 1962 in Bern) ist eine Schweizer Historikerin und Politikwissenschaftlerin.

## Leben
Stämpfli ist als Tochter eines Metzgers im Lorrainequartier in Bern und später in Worblaufen aufgewachsen. Sie besuchte die Primarschule in Ittigen, die Sekundarschule und das Untergymnasium in Bolligen und das Gymnasium Kirchenfeld in Bern. Von 1981 bis 1987 studierte sie Allgemeine Geschichte, Staatsrecht und Schweizer Geschichte an der Universität Bern und arbeitete daneben als Kassiererin und Gewerbeschullehrerin sowie als Hilfsassistentin bei Judit Garamvölgyi und von 1985 bis 1987 als Assistentin bei Walther Hofer. Von 1987 bis 1990 war sie Assistentin am Berner Forschungszentrum für schweizerische Politik. Seit 1990 ist sie freiberuflich tätig. Sie absolvierte Auslandaufenthalte in New York und Brüssel. 1999 promovierte sie an der Universität Bern mit einer Dissertation, die 2002 unter dem Titel Mit der Schürze in die Landesverteidigung als Buch veröffentlicht wurde. Darin untersuchte sie das Verhältnis zwischen Schweizer Militär und Frauenpolitik zwischen 1914 und 1945.
Sie ist Kommentatorin und Kolumnistin zu politischen Themen, vor allem in der Schweiz. Ebenso ist sie Autorin diverser Publikationen zur schweizerischen Politik. Der Deutschlandfunk nannte sie eine streitbare und kluge Beobachterin unserer Gegenwart. Seit 1988 arbeitet sie als Dozentin am Medien-Ausbildungs-Zentrum (MAZ) in Luzern. Sie lehrt Geschichte, Politikwissenschaft und politische Philosophie an mehreren schweizerischen und europäischen Bildungsanstalten, unter anderem an den Universitäten Bern und Zürich. Sie ist Spezialistin für Hannah Arendt und hält über diese Vorlesungen an der Universität St. Gallen.
Seit Sommer 2020 veröffentlicht Stämpfli gemeinsam mit Isabel Rohner den feministischen Wochenrückblick in Form eines Podcasts Die Podcastin.
Stämpfli ist Mitglied des Ethikrats der öffentlichen Statistik der Schweiz, des Fachbeirats beim Internationalen Forum für Gestaltung Ulm, des Stiftungsrates des Gosteli-Archivs und des Hochschulrats der Fachhochschule Köln.
Stämpfli ist verheiratet und hat drei Söhne. Sie arbeitet in Frankreich, Deutschland und der Schweiz und lebt in München.

## Schriften (Auswahl)
- Mit der Schürze in die Landesverteidigung: Frauenemanzipation und Schweizer Militär 1914–1945. Orell Füssli, Zürich 2002, ISBN 3-280-02820-5 (überarbeitete Dissertation, Universität Bern, 1999).
- Vom Stummbürger zum Stimmbürger: Das ABC zur Schweizer Politik. Orell Füssli, Zürich 2003, ISBN 3-280-05016-2.
- mit Christoph Dejung: Armee, Staat und Geschlecht: Die Schweiz im internationalen Vergleich 1918–1945. Chronos, Zürich 2003, ISBN 978-3-0340-0573-9.
- Die Macht des richtigen Friseurs: Über Bilder, Medien und Frauen. Bartleby, Brüssel 2007, ISBN 978-2-930279-37-4.
- Josef Riegger (Fotos), Regula Stämpfli (Texte): Frauen ohne Maske: Über Frauen und ihre Berufe. Stämpfli, Bern 2009, ISBN 978-3-7272-1123-2.
- Aussen Prada – innen leer? Ein philosophisches Kaleidoskop. Bartleby, Brüssel 2010, ISBN 978-2-930279-41-1.
- Die Vermessung der Frau. Von Botox, Hormonen und anderem Irrsinn. Gütersloher Verlagshaus, 2013, ISBN 978-3-579-06639-4.
- Lieber ich als perfekt. Warum Denken schön macht und wie ich authentisch lebe. Südwest, München 2014, ISBN 978-3-517-09277-5.
- Trumpism. Ein Phänomen verändert die Welt. Münsterverlag, Basel 2018, ISBN 978-3-905896-79-4.
- Sex, Katzen & Diäten. Die Kultkolumnen. Edition Königstuhl, St. Gallenkappel 2021, ISBN 978-3-907339-07-7.